# Nationales Musikgymnasium „George Enescu”
Das Nationale Musikgymnasium „George Enescu” (Colegiul Național de Muzică „George Enescu“, CNMGE) ist ein Musikgymnasium in Bukarest, das 1968 gegründet wurde. Die Schule ist  nach dem rumänischen Komponisten George Enescu benannt. Sie gehört zu den renommiertesten Musikschulen Rumäniens und bietet eine breite schulische Ausbildung in den Bereichen Musiktheorie, Instrumental- und Gesangsausbildung sowie Orchester- und Ensemblearbeit.

## Ausbildung und Programme
Das Colegiul Național de Muzică „George Enescu“ bietet eine umfassende musikalische Ausbildung, die sowohl die theoretischen als auch die praktischen Aspekte der Musik umfasst. Schüler können aus verschiedenen Programmen wählen, die sich auf klassische Musik, Kammermusik, Orchestermusik und Gesang spezialisieren. Die Schule legt großen Wert auf eine individualisierte Förderung, wobei die Schüler in den ersten Jahren ihrer Ausbildung grundlegende Musiktheorie erlernen, bevor sie sich auf ihre Hauptinstrumente oder -stimme konzentrieren.

## Lehrkräfte
- Maya Badian (* 1945), Komponistin und Musikwissenschaftlerin

## Absolventen
- Ion Marin (* 1960), Dirigent und Musikpädagoge
- Angela Gheorghiu (* 1965), Opernsängerin (Sopran)
- Gabriel Croitoru (* 1966), Violinist[4]
- Luiza Borac (* 1968), Pianistin
- Alexandru Tomescu (* 1976), Violinist[5]
- Rusanda Panfili (* 1988), Violinistin